# Theridion maindroni
Theridion maindroni är en spindelart som beskrevs av Simon 1905. Theridion maindroni ingår i släktet Theridion och familjen klotspindlar. Inga underarter finns listade i Catalogue of Life.